# سرخرگ درازروده‌ای‌قولونی
سرخرگ درازروده‌ای‌قولونی یا شریان ایلئوکولیک (انگلیسی: Ileocolic artery) آخرین شاخه جداشده از سمت راست سرخرگ روده‌بندی بالایی (شریان مزانتریک فوقانی) است. این سرخرگ با حرکت به سمت پایین و راست به طرف حفره ایلیاک راست رفته و در آنجا به دو شاخه فوقانی و تحتانی تقسیم می‌شود:
1. شاخه فوقانی در طول کولون صعودی به سمت بالا رفته با سرخرگ قولونی راست بازپیوسته (آناستوموز) می‌شود.
2. شاخه تحتانی به طرف محل اتصال درازروده‌ای‌قولونی رفته و به شاخه‌های کولیک، سکال، آپاندیکولار و ایلئال تقسیم می‌شود.

الگوی ویژه توزیع و مبدأ این شاخه‌ها متغیر است:
1. شاخه قولونی عمود بر کولون صعودی بوده و با حرکت به طرف بالا خونرسانی اولین قسمت کولون صعودی را تأمین می‌کند.
2. شاخه‌های کورروده‌ای (سکال) پیشین و پسین، چه اینکه به صورت یک تنه مشترک و چه به صورت شاخه‌های مجزا جدا شوند، سطوح قدامی و خلفی سکوم را خونرسانی می‌کنند.
3. شاخه آپاندیکولار به لبه آزاد مزوآپاندیکس وارد شده و خونرسانی آپاندیس و مزوآپاندیکس را بر عهده دارد.
4. شاخه ایلئال با رفتن به سمت چپ صعود کرده و خونرسانی بخش انتهایی ایلئوم را پیش از بازپیوندی با سرخرگ روده‌بندی بالایی تأمین می‌کند.